# Adam Glapiński
Adam Glapiński (n. 9 aprilie 1950, Varșovia, Polonia) este un om politic și economist polonez, președinte al Băncii Naționale a Poloniei din 2016.